# Ann-Christin Nykvist
Ann-Christin Margareta Nykvist, född 4 april 1948 i Stockholm, är en svensk ämbetsman och socialdemokratisk politiker. Hon var generaldirektör för Konkurrensverket 1999–2002, jordbruksminister 2002–2006 och generaldirektör för Statens tjänstepensionsverk 2007–2015.
Nykvist har utbildat sig till civilekonom vid Handelshögskolan i Stockholm. Hon var departementsråd i civildepartementet 1989–1991 och i näringsdepartementet 1991–1994, och sedan statssekreterare i civildepartementet 1994–1996 och i kulturdepartementet 1996–1999. Hon var generaldirektör för Konkurrensverket 1999–2002 och därefter jordbruks- och konsumentminister i regeringen Persson 2002–2006. Efter den borgerliga valsegern 2006 utsågs hon 2007 till generaldirektör för Statens tjänstepensionsverk, vilket hon var till 2015.
Hon var 2007–2019 ordförande för Sveriges Konstföreningar.